# اندی لیلا
اندی لیلا (انگلیسی: Andi Lila؛ زادهٔ ۱۲ فوریهٔ ۱۹۸۶) بازیکن فوتبال اهل آلبانی است.
از باشگاه‌هایی که در آن بازی کرده‌است می‌توان به باشگاه فوتبال گیانینا، باشگاه فوتبال تیرانا، باشگاه فوتبال ایراکلیس ۱۹۰۸، و باشگاه فوتبال پارما اشاره کرد.
وی همچنین در تیم‌های ملی فوتبال زیر ۲۱ سال آلبانی و آلبانی بازی کرده‌است.